# Peruyeda
Peruyeda (en eonaviego, Pruyeda) es una casería perteneciente a la parroquia de Villaverde, en el concejo de Allande, comarca del Narcea, Principado de Asturias, España.